# Majdan (urbanistyka)
Majdan – nazwa pochodzenia tureckiego używana dla określenia placu we wsi, w obozie wojskowym, w warowni, w grodzie lub na podgrodziu. Plac taki miał znaczenie gospodarcze – jako miejsce handlu lub składowania różnych towarów, pakunków. Obecnie, w języku potocznym, oznacza podwórze i dziedziniec. Na Kresach majdanem nazywano wykarczowane miejsce w lesie, służące do obróbki drewna lub wypalania węgla drzewnego. 

## Majdan w Słowniku geograficznym
Nazwę Majdan wymienia Słownik dla 116 miejscowości w Królestwie. 

Majdan, wyraz turecki, oznaczający zamknięty, czworoboczny obszar, służący za rynek targowy, plac ćwiczeń wojennych, miejsce zgromadzeń. W obozach polskich nazywano Majdanem wolny obszar środkowy, na którym gromadziło się rycerstwo dla równego podziału łupów. Stąd przeszła ta nazwa na obozowiska robotników leśnych, którzy ustawiali swe budy w czworobok zamknięty. Obozowiska te stawały się często zawiązkami wsi, zakładanych na wyciętych obszarach leśnych. Nazwa pierwotna Majdan przechodziła i na wieś. Majdany tym się różnią od Bud, że stanowiły zbiorowisko znacznej liczby robotników, co pociągało konieczność urządzenia w nich władzy administracyjnej i sądowej, podczas gdy budy były to pojedyncze przeważnie osady leśne. Majdany zakładano w celu wyzyskiwania zawartych w lesie bogactw przez wytapianie smoły, wypalanie węgla i.t.p. Zwykle przybierały one nazwę od dóbr, do których należały lasy. Majdan odgrywa tęż samą rolę w obszarach leśnych na prawym brzegu Wisły aż do Bugu i Karwi, co Huta na obszarach leśnych lewego brzegu.

## Staropolskie wyrażenia
- Na majdanie, u tzw. bazarników, żołdacy kupowali jedzenie.
- Odprowadzać majdan to oddawać łupy wojenne do podziału.